# Abraham Cooper (Rabbiner)

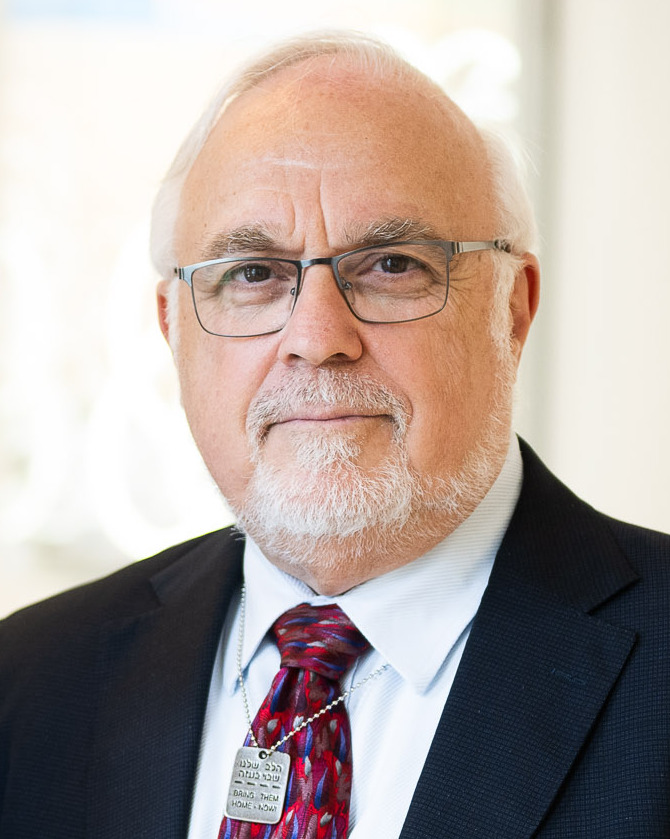
Abraham Cooper, 2024

Abraham Cooper (* 1950 in New York City) ist ein US-amerikanischer Rabbiner und stellvertretender Direktor des Simon Wiesenthal Centers in Los Angeles.
Cooper setzte sich für die Juden in der Sowjetunion ein und besuchte in den 1970er Jahren auch die „refuseniks“ – sowjetische Juden, denen die Ausreise verwehrt worden war. Er war 1977 an der Gründung des Simon-Wiesenthal-Zentrums in Los Angeles beteiligt und half in den 1980er Jahren bei der Eröffnung des jüdischen Kulturzentrums in Moskau.
Abraham Cooper setzt sich weltweit für die Menschenrechte ein und gilt als scharfer Beobachter von „Hassgruppen“ im Internet.

## Veröffentlichungen (Auswahl)
- (Mit Izchak Adlerstein): Wir werden Widerstand leisten. Warum Juden sich die Beschneidung niemals verbieten lassen werden. In: Die Zeit. Nr. 34, 16. August 2012, S. 11.